# Morpho hecuba
La morfo gigante (Morpho hecuba) es una especie de mariposa de Sudamérica, especialmente ubicada en la Amazonia. Es una de las mariposas más grandes de América y la más grande del género Morpho pues sus alas extendidas alcanzan los 20 cm. Ambos sexos suelen ser polícromos. En sus estadios de oruga come lianas venenosas.

## Distribución geográfica

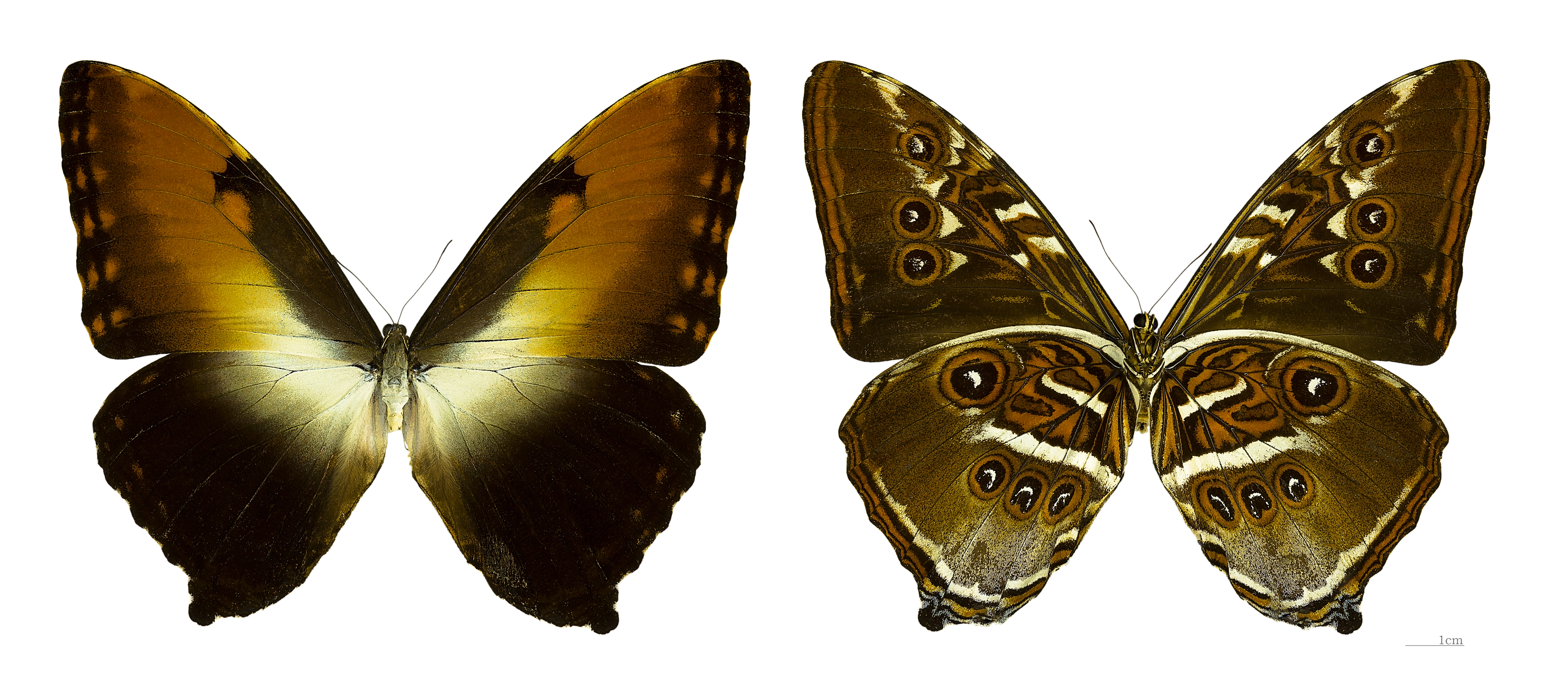
Vistas dorsal y ventral de un macho

La morfo gigante sólo se encuentra en el norte de la cuenca del Amazonas y las Guayanas.